# مسمومیت با روی
مسمومیت با روی یک اختلال پزشکی است که شامل مصرف بیش از حد روی یا مواجهه سمی با روی است. چنین سطوح سمیتی در مصرف بیش از ۵۰ میلی‌گرم روی مشاهده شده‌است جذب بیش از حد روی می‌تواند جذب مس و آهن را سرکوب کند. یون روی آزاد موجود در محلول برای باکتری‌ها، گیاهان، بی مهرگان و حتی ماهیان مهره دار بسیار سمی است. روی یک فلز کمیاب ضروری با سمیت بسیار کم در انسان است.

## علائم و نشانه‌ها
به دنبال مصرف خوراکی دوزهای بسیار بالای روی (که ۳۰۰ میلی‌گرم روی در روز – ۲۰ برابر RDA آمریکا - مصرف بیش از حد «کم» است)، تهوع، استفراغ، درد، گرفتگی عضلات و اسهال ممکن است رخ دهد. شواهدی مبنی بر کمبود مس القایی، تغییرات سطح لیپوپروتئین خون، افزایش سطح لیپوپروتئین کم‌چگالی و کاهش سطح HDL در مصرف طولانی مدت ۱۰۰ میلی‌گرم روی در روز وجود دارد همچنین وضعیتی به نام «تکان روی»، «لرز روی» یا تب دود فلز وجود دارد که می‌تواند با استنشاق اکسید روی تازه تشکیل شده در طول جوشکاری مواد گالوانیزه ایجاد شود.

## سطوح بالای مصرف توسط انسان
روی برای درمان در دوز ۱۵۰ میلی‌گرم در روز برای ماه‌ها، یا در برخی موارد برای سال‌ها، و در یک مورد با دوز تا ۲۰۰۰ میلی‌گرم در روز روی برای ماه‌ها استفاده شده‌است. کاهش سطح مس و تغییرات خونی گزارش شده‌است. با این حال، این تغییرات به‌طور کامل با قطع مصرف روی از بین رفت.
روی به‌عنوان قرص‌های گلوکونات روی یا استات روی برای درمان سرماخوردگی استفاده می‌شود، و ایمنی استفاده در حدود ۱۰۰ میلی‌گرم در روز یک قابل قبول است؛ بنابراین، با توجه به اینکه دوزهای بیش از ۱۵۰ میلی‌گرم در روز برای ماه‌ها تا سال‌ها در بسیاری از موارد آسیب دائمی ایجاد نکرده‌است. انتظار نمی‌رود استفاده یک هفته ای حدود ۱۰۰ میلی‌گرم در روز روی به شکل قرص‌های پاستیل باعث مشکلات جدی یا غیرقابل برگشت سلامتی در بیشتر افراد شود.
بر خلاف آهن، حذف روی وابسته به غلظت است.

## سمیت واکنش متقاطع
روی مکمل می‌تواند از جذب آهن جلوگیری کند و منجر به کمبود آهن شود. روی و آهن باید در ساعات مختلف روز مصرف شوند.

## تشخیص
غلظت روی معمولاً با استفاده از روش‌های ابزاری مانند جذب اتمی، انتشار یا طیف‌سنجی جرمی تعیین می‌شود. فلورسانس اشعه ایکس؛ تکنیک‌های الکترو تحلیلی (به عنوان مثال، ولتامتری برهنه). یا آنالیز فعال سازی نوترون. طیف‌سنجی نشر اتمی پلاسمای جفت القایی (ICP-AES) برای تعیین روی در نمونه‌های خون و بافت (روش NIOSH 8005) و در ادرار (روش NIOSH 8310) استفاده می‌شود. حد تشخیص در خون و بافت، به ترتیب ۱ میکروگرم در ۱۰۰ گرم و ۰٫۲ میکروگرم بر گرم، است. آماده‌سازی نمونه شامل هضم اسید با استفاده از اسیدهای غلیظ است. تشخیص روی در نمونه‌های ادرار نیاز به استخراج فلزات با رزین پلی دیتیوکاربامات قبل از هضم و تجزیه و تحلیل دارد (NIOSH 1984). حد تشخیص در ادرار ۰٫۱میکروگرم/نمونه است.

## درمان
درمان سمیت روی شامل پرهیز از مواجهه با روی است. با این حال، هیچ پادزهری در دسترس نیست.